# 瀬島龍三
瀬島 龍三（せじま りゅうぞう、1911年〈明治44年〉12月9日 - 2007年〈平成19年〉9月4日）は、日本の陸軍軍人、スパイ、実業家。陸士44期次席・陸大51期首席。位階・勲等は従三位・勲一等瑞宝章。太平洋戦争のほとんどの期間を参謀本部部員（作戦課）として務めた。最終階級は中佐。伊藤忠商事会長・相談役、亜細亜大学理事長、日本電信電話顧問等を歴任。退職後は中曽根康弘元首相の顧問など多くの職に就任し、「昭和の参謀」と呼ばれた。

## 生涯

### 初期
1911年（明治44年）12月9日、富山県西砺波郡松沢村鷲島（現在の小矢部市鷲島）の農家で村長の瀬島龍太郎後備役歩兵少尉の三男として生まれた。瀬島龍三著「幾山河」によると、1924年（大正13年）に北陸で行われた陸軍特別大演習を見たのがきっかけで、東京陸軍幼年学校を受験、合格した。
砺波中学校第16回生（現・富山県立砺波高等学校）を中退し、東京陸軍幼年学校に入校、陸軍士官学校予科を経て、1932年（昭和7年）に陸軍士官学校本科第44期を2番/315名（同期トップは騎兵科原四郎）で卒業して恩賜の銀時計を拝受した。同年10月に陸軍歩兵少尉に任官、富山歩兵第35連隊第1大隊第1中隊附となる。（聯隊長徳野外次郎歩兵大佐・16期、大隊長花谷正歩兵少佐・26期、中隊長新開長太郎歩兵大尉・30期）
1938年（昭和13年）12月8日に陸軍大学校第51期を1番/51名で卒業し、恩賜の軍刀を拝受。御前講演のテーマは「日本武将ノ統帥ニ就テ」。その後、1939年（昭和14年）1月15日に関東軍隷下の第4師団参謀として満州へ赴任し、同年5月15日には第5軍（司令官・土肥原賢二陸軍中将）参謀となった。同年11月には参謀本部幕僚附（作戦課）に補され、間もなく参謀に昇格して開戦前は対ソ作戦を担当。翌1940年（昭和15年）には関東軍特種演習（関特演）の作戦立案にあたった。

### 太平洋戦争時
1941年（昭和16年）12月8日に太平洋戦争が開戦。開戦を意味する暗号「ヒノデハヤマガタ」は、瀬島参謀が考案したものである。開戦後は南東太平洋方面における作戦を担当、1945年（昭和20年）7月に関東軍参謀に転じるまで同職にあって、前線に出される多くの作戦命令を起案した。
ほとんどの期間を参謀本部部員（作戦課）として陸軍の中枢にいた瀬島は、舅・松尾伝蔵の義兄であり戦争の早期終結のために動いていた岡田啓介（元首相、海軍大将）と連絡を保った（「岡田啓介#終戦工作」を参照）。1944年（昭和19年）12月から翌年2月まで、「瀬越良三」の変名を用いて、外交伝書使としてモスクワへ出張した。
1945年（昭和20年）1月15日に島村矩康（36期、大佐。大本営陸軍参謀兼聯合艦隊参謀兼中部太平洋方面艦隊参謀であった）が戦死すると、その後任に瀬島が選ばれ、同年2月に連合艦隊参謀を兼務した。同年3月、同期一選抜の一人として中佐に進級した。菊水作戦（同年4月 - 6月）に際し、南九州に出張月末まで、連合艦隊参謀として同僚である千早正隆（海兵58期）と共に本土決戦準備のため日本各地を調査した。特に、高知県沿岸を決号作戦における米軍の上陸予想地点として、第55軍の作戦指導に熱心に取り組んだ。瀬島は、迫水久常（鈴木貫太郎内閣の内閣書記官長）と親戚（「岡田啓介#人脈」を参照）であることを千早に打ち明け、迫水を通じて鈴木貫太郎首相に戦局の実情を訴えたという。
1945年（昭和20年）7月1日、関東軍参謀に補され、満州へ赴任。なお、前任者は皇族である竹田宮恒徳王陸軍中佐であった。同年8月15日の日本の降伏後の8月19日、ジャリコーウォでソ連軍と停戦交渉を行う。日本側の参加者は、関東軍総参謀長秦彦三郎中将（陸士24期）、作戦主任瀬島中佐、在ハルビン日本総領事宮川舩夫、ソ連側の参加者は、極東ソビエト赤軍総司令官アレクサンドル・ヴァシレフスキー元帥、第一極東方面軍司令官キリル・メレツコフ元帥、同軍司令部軍事会議委員シュチコフ大将であった。
このとき瀬島は軍使として同地を訪れたため、内地に帰還することは可能であったが、同年9月5日、関東軍総司令官山田乙三大将（陸士14期）や総参謀長秦彦三郎中将らとともに捕虜となった。この交渉の際、日本人労力提供について密約が交わされたという説が刊行されたが、瀬島は否定している。

### シベリア抑留
その後、瀬島はソ連のハバロフスクの第45特別地区（将校収容所）に送られた。この後、11年間抑留されることとなる。山崎豊子の小説『不毛地帯』の主人公は瀬島がモデルとも噂されているが、この小説で主人公は、本来はジュネーブ条約において捕虜としての労働義務のない将校（ただし、ソ連はジュネーブ条約には加盟していなかったので、労働義務がないとするには議論の余地あり。）であるにもかかわらず、左官として労働を強いられた形になっている。後に、瀬島本人は、このときのことを諧謔として「佐官が左官になった」と噂を暗に認めるような形で語っている。保阪正康は、彼の取材チームが瀬島はソ連側から優遇され使役には出ていなかったとの証言を別の抑留者からは聞いたとし、山崎もある媒体で主人公は何人もの軍人のイメージを重ねて創作したものだと語っていることを指摘している。抑留中は陸軍将校のため、日本国内では公職追放となった。
関東軍の草地貞吾元陸軍大佐の妻は、瀬島から「もういいかげん、ソ連の言うことを聞いたらどうですか」と勧められたという話を夫から聞いたという。

#### 東京裁判証人として出廷
この間、連合国側から極東国際軍事裁判に証人として出廷することを命じられ、1946年9月17日に草場辰巳中将（20期首席、関東軍鉄道司令官）・松村知勝少将（33期、総参謀副長）とともにウラジオストクから空路東京へ護送され、訴追側証人として出廷した。ソ連側は極東国際軍事裁判で昭和天皇の戦争責任を証言させる意図があったとされる。瀬島によれば、ソ連側は瀬島らに自分らの主張に沿った証言をさせようと家族との面会の話を持ち出し、瀬島自身はこれを断ったとしている。が、いずれにせよソ連側の計らいにより瀬島は家族と面会している。なお、瀬島は保阪正康の取材にこのとき収容先から突然東京に連れてこられ、東京には1週間しかいなかったと語っていて、瀬島をモデルにしたとみられる小説『不毛地帯』でもその設定がとられているが、実際には1か月近く東京に居たとされる。また、保阪は調査で、瀬島が1946年7月から収容所からハバロフスクの保養所に移され、他の３人の日本人将校と共に東京裁判の法廷に立つ準備を2か月余りさせられていた史料を見つけている。
出廷に当たって瀬島は草場辰巳、松村知勝、樺太庁長官大津とともにソ連将校らと供述内容について事前に打ち合わせを行っている。その内容の例としては、瀬島は訊問調書で1944年以降の守勢計画と異なり1941年・1942年の計画では日本陸軍が対「ソ」戦準備を実行して攻撃計画を持っていたと証言、ソ連側はこれを1943年（昭和18年）段階まで日本がソ連への侵略意図があると理解した。被告弁護人側からは、作戦計画は有事の際のペーパー上の用兵作戦計画に過ぎないのではないかとの質問があったが、瀬島はこれを否定している。裁判後シベリアに戻され1950年代後半に入るまで抑留生活を余儀なくされた。その頃の詳細については、瀬島は長く明らかにせず、語り出したのは第二臨調の委員に就任してからだとされる。
保阪正康は、関東軍がソ連によるシベリア抑留を了承していたかどうかなど、瀬島でないと答えられない疑問について何度聞いてもほとんど答えず史実に対して不誠実であったことを指摘している。
1947年（昭和22年）末から1950年（昭和25年）4月までの間どこの収容所にいたかを語っておらず、モンゴルのウランバートルにあった、第7006俘虜収容所に、種村佐孝（37期、大佐）、朝枝繁春（45期、中佐）、志位正二（52期、少佐）らとともに収容されていたとみられる。

### 伊藤忠商事時代
1956年（昭和31年）、シベリア抑留から帰還した。アメリカは日本の警察などに依嘱して、舞鶴港で1週間にわたり拘禁尋問した。設立直後の自衛隊に入るよう原四郎から再三の誘いを受けたが、瀬島の長女が反対したため断念した。また、砺波中学校の同級生であり元郵政相の片岡清一から、政界入りの誘いもあった（共同通信社社会部編「沈黙のファイル」p.244）。
瀬島はシベリアからの復員兵の就職斡旋に奔走し、1958年に伊藤忠商事に入社する。入社前に瀬島は入社面接を拒否し、その代わりに手紙を送っている。面接を拒否した理由は「そこまで落ちぶれたくないというプライドだった」と後に語っている。しかし契約内容は嘱託採用、給与は係長待遇、契約は毎年更新という内容だったが、妻の清子はこれを喜び、採用通知書を神棚に飾った。
入社時の伊藤忠商事の社長は小菅宇一郎だったが、ある日小菅に呼び出された瀬島は「この会社には商売をする者は腐る程います。だから瀬島さんは商売はしなくていい。この先、日本も世界も大きく変わってゆく中で、あなたには商社としてどう進んでいけばいいのか？そういう観点から助言や補佐をしてもらいたい」と伝えられた。元軍人でビジネス用語に不慣れだった瀬島は「こりゃ金利を覚えないでいいな」との笑い話を残している。
1960年、伊藤忠商事航空機部長になる。入社3年目の1961年（昭和36年）には業務本部長に抜擢され、翌1962年（昭和37年）に取締役業務本部長、半年後に常務となる。その後も、同社がかかわる様々な案件で重要な役割を果たし、1968年（昭和43年）に専務、1972年（昭和47年）副社長、1977年（昭和52年）副会長と昇進し、1978年（昭和53年）には会長に就任した。
1981年（昭和56年）に相談役、1987年（昭和62年）に特別顧問に就く。この間、防衛庁防衛研究所の戦史叢書「大本営陸軍部　大東亜戦争開戦経緯」の執筆協力、1972年11月にはハーバード大学ジョン・F・ケネディー・スクール・オブ・ガバメントにて「一九三〇年代より大東亜戦争までの間、日本が歩んだ途の回顧」という講演を行った。
田中角栄とは田中が1971年（昭和46年）、第3次佐藤栄作内閣時代の通産大臣だったとき知り合ったとされる。児玉誉士夫は源田実に紹介され知り合ったといわれる。実権のない伊藤忠会長だった1978年、永野重雄日本商工会議所会頭に請われ、日本商工会議所特別顧問、東京商工会議所副会頭に抜擢される。
瀬島はそれまで財界活動はしていなかったが、以後、財界活動を活発に行うようになり、永野の参謀として太平洋経済協力委員会やASEANの民間経済会議などに出席した。
1981年（昭和56年）、永野や鈴木善幸首相、宮澤喜一、福田赳夫、田中角栄らの推薦、あるいは永野と中曽根康弘行政管理庁長官から依頼を受け、第二次臨時行政調査会（土光臨調）委員に就く。土光敏夫会長のもとで参謀役として働き、「臨調の官房長官」と称され、中曽根政権（1982年〜1987年）のブレーンとして、政財界に影響力を持つようになった。また、大韓民国の軍事政権の全斗煥や盧泰愚等とは、両名と士官学校で同期の権翊鉉（クォン・イクヒョン、권익현） を通じて彼等が若手将校時代から親しく、金大中事件、光州事件等内外の事情で日韓関係が悪化していた1980年代初頭の時期に、戦後初の公式訪問となった中曽根首相の訪韓実現や全斗煥大統領の来日や昭和天皇との会見の実現の裏舞台で奔走し、日韓関係の改善に動いた。
ソウル五輪開催の際にも影響力を行使し、当時有力視されていた名古屋市の招致に本腰を入れないよう要請していたとする説が複数の書籍で唱えられている。
1984年（昭和59年）に勲一等瑞宝章を受章。他にも亜細亜大学理事長、財団法人千鳥ケ淵戦没者墓苑奉仕会会長、財団法人太平洋戦争戦没者慰霊協会名誉会長などの公職を歴任した。2000年（平成12年）に伊藤忠商事特別顧問を退任。
終戦時に実は関東軍とソ連との間で戦争被害に対して日本兵による役務賠償の密約が結ばれたためシベリア抑留が行われたのではないか、その締結に関わったのが瀬島ではないかとの疑惑が長年取りざたされていた。小説『不毛地帯』のために瀬島を取材した山崎豊子は、膨大な時間を割いて取材に応じてくれたものの、肝腎な点になると瀬島は「つらくて思い出したくない」と言って語らなかったという。1986年、保阪正康から時代の歴史証言として取材を受け、瀬島は山崎豊子の『不毛地帯』については読んだことがないとし、厳しい質問にも紳士的に応じたものの、些末な部分は詳細に語る一方で、肝腎な点は思い出せないとやはりはぐらかした。最後に、食事をしながら保阪が「語ってきたことと本当の体験にずれがあるような気がしますけど、意図的なんですか」と言うと、瀬島は虚をつかれたのか思わずスプーンを落としたという。
2007年（平成19年）春、入院中の瀬島は同台経済懇話会常任幹事野地二見に「安倍首相の『美しい国』づくりという提唱はとても良いことだと思っている。しかし具体的な政策を出さないと国民がついて行けない。ここで同台としての最後の御奉公として、骨太な柱となる具体的な提案をしたらどうだろう。皆の知識と経験を集結して、国民に判り易く、そして国際的にも日本の姿勢がアピール出来るようなテーマを考えてみたらどうか」といった。同年5月30日、瀬島は、同台経済懇話会会長として安倍首相に提出した提案書の中で、美しい国づくりの大テーマとして、近未来を見据えた地球温暖化対策、クリーンエネルギーの増加、豊かな良い水を護ることを提案した。クリーンエネルギー提案書では、10年間で風力と太陽光で電力の30%を達成するために、風力とソーラーの統合発電機構をつくり、関係産業各社と電力会社の協力を推進すること、太陽光ケーブルの大々的利用（重層利用、地下発電も可能となる）、ソーラー関係機器商品の開発奨励などを提案、森と水資源に関する提案書では、特に定年を迎えた元気なシルバー世代への啓発事業、保水と空気清浄の源となる里山の増加育成、湖沼・ダム・湾などの新しい装置・技術を活用した浄水事業を連名で提出した。
6月21日、妻の清子が老衰で90歳にて死去。それから3ヶ月足らず後の9月4日、老衰のため東京都調布市の私邸において95歳にて死去。死後、従三位が贈られた。同年10月17日には、築地本願寺において、伊藤忠商事と亜細亜学園主催による合同葬が執り行われた。

### 軍歴
- 1932年（昭和7年）7月 - 陸軍士官学校本科卒業（第44期次席）[8]。
  - 10月25日 - 陸軍歩兵少尉に任官[8]。歩兵第35連隊附[8]。
- 1934年（昭和9年）10月 - 陸軍歩兵中尉に進級[8]。
- 1935年（昭和10年）1月 - 4月 陸軍歩兵学校通信学生[8]。
  - 同年6月 - 1936年（昭和11年）8月 満州駐屯[8]。
  - 同年12月 第9師団通信隊附[8]。
- 1936年（昭和11年）8月 陸軍士官学校予科生徒隊附[8]。
  - 同年12月 陸軍大学校入校[8]。
- 1937年（昭和12年）11月 陸軍歩兵大尉に進級[8]。
- 1938年（昭和13年）12月 陸軍大学校卒業（第51期首席）[8]。
- 1939年（昭和14年）1月 第4師団参謀[8]。
  - 5月 - 第5軍参謀[8]。
  - 11月22日 - 参謀本部部員（作戦課）[8]。
- 1941年（昭和16年）10月1日 - 陸軍少佐に進級[8]。
- 1944年（昭和19年）8月 - 1945年（昭和20年）6月 兼 軍令部部員[8]。
  - 同年12月 - 1945年（昭和20年）2月 「瀬越良三」の変名を用い、外交伝書使としてモスクワへ出張[8]。
- 1945年（昭和20年）2月 - 兼 聯合艦隊参謀[8]。
  - 3月 - 陸軍中佐に進級[8]。
  - 7月1日 - 関東軍参謀[8]。

### 戦後の公職
- 亜細亜大学理事長
- 財団法人千鳥ケ淵戦没者墓苑奉仕会会長
- 財団法人太平洋戦争戦没者慰霊協会名誉会長
- 財団法人特攻隊戦没者慰霊平和祈念協会名誉会長
- サーチファーム・ジャパン株式会社名誉顧問
- 地域伝統芸能活用センター会長
- 日本戦略研究フォーラム会長
- 財団法人花と緑の農芸財団会長
- 日本美術協会会長
- 昭和聖徳記念財団理事
- 全国旅行業協会理事
- 日本会議顧問
- 日本電信電話株式会社顧問
- 日本ツーリズム産業団体連合会顧問
- 稲盛財団相談役
- 日本国際フォーラム顧問
- 理想教育財団理事
- 五島記念文化財団理事
- 伊藤謝恩育英財団会長
- 同台経済懇話会会長
- 軍事史学会特別顧問
- 日本テレビ放送網監査役

## 宗教

### 統一教会との関係
- 瀬島は、統一教会の創始者・文鮮明が提唱し創立した統一教会の関連団体「世界言論人会議」が主催し、1984年11月に開催した「第七回世界言論人会議」の世話人だった[34]。
  - 文鮮明は「第七回世界言論人会議」に創設者としてメッセージを送った[34]。
  - 「第七回世界言論人会議」の世話人には、統一教会幹部の松下正寿や、統一教会の関連団体「全国勝共教授団」会長の景山哲夫、統一教会の関連団体「日韓トンネル研究会」顧問の福田信之らがいた[34]。「第七回世界言論人会議」の歓迎委員長を務めた郷司浩平は、統一教会の関連団体「世界平和教授アカデミー」参与であり、勝共連合大会実行委員だった[34]。

## 親族
妻の清子（1916-2007）は、松尾伝蔵（陸軍歩兵大佐。二・二六事件に際し、義兄である岡田啓介首相の身代わりとなって反乱部隊に殺害された）の長女で岡田啓介の姪。1935年に陸軍将校だった龍三と結婚。父親殺害の際は、龍三が満州駐在中だったため福井の実家におり、母親とともに上京した。岡田啓介の娘婿である迫水久常とは妻同士が従姉妹の関係。
娘に繁代、淑子がおり、繁代の夫・緒方威（1935年生）は、鹿児島県出身、東大法学部卒業後伊藤忠入社、同社重役を経て半導体製造・電子システムのイノテック会長。アイ・シー・エフ取締役なども務めた。繁代との間に三女をもうけた。
弟の瀬島利四夫は、松尾新一（松尾伝蔵の長男で清子の兄、妻の喜与は迫水久常の妹）とともに東京ピアノ工業（イースタイン）を興し、2代目社長を務めた。

## 発言
- 日下公人が瀬島龍三に開戦前夜の大本営について質問した。1941年11月26日にハル・ノートが出た頃、ドイツ軍の進撃がモスクワの前面50kmで停止し、大本営は「冬が明けて来年春になれば、また攻撃再開でモスクワは落ちる。」と考えていた。「本当に大本営はそう思っていたんですか？」と瀬島龍三に尋ねると「思っていた。」と。続けて「もしもドイツがこれでストップだと判断したら、それでも日本は12月8日の開戦をやりましたか？」と尋ねると、「日下さん、絶対そんなことはありません。私はあのとき、大本営の参謀本部の作戦課にいたけれど、ドイツの勝利が前提でみんな浮き足立ったのであって、ドイツ・ストップと聞いたなら全員『やめ』です。それでも日本だけやるという人なんかいません。その空気は、私はよく知っています。」と答えた[38]。
- 1996年の回顧録にて大東亜戦争を振り返り

| 政治的、経済的な情報を含む国力の総合的な判断を無視した。こういった情報が不足しており、民族の性格上、合理的かつ客観的な判断をせず、心情的、希望的な判断へと流れていった。 |

と書いている。
- 晩年にフジテレビの番組『新・平成日本のよふけ』に出演し、自らの人生や日本のこれからについて滔々と語った。この中で太平洋戦争について、個々の局面においては判断ミスがあったことを認め、戦火の拡大、日本国民及び周辺諸国への被害の拡大、敗戦についての責任の一端は自分にあるとの発言をしたが、計画戦争ではなくアメリカに石油を止められた「窮鼠猫をかむ」という防衛戦争であり、あの状況(ABCD包囲網・ハル・ノート)ではあれ(真珠湾攻撃)しかなかったし、あの状況に日本を追い込んだのはアメリカの強硬政策であると開戦については不可避であったとの認識を示した。

| 作戦を立てるときの心構えとして、私たちは「悲観的に準備をし、楽観的に対処せよ」と教育されたのですが、これはいまでも、いろんなところに生かすことができるのではないでしょうか。人間というのは、どうしても楽観的に準備をして、そして事が起きたならば悲観的になりがちですから。 非常に不遇で、非常に苦しい目に遭ったときに、山中鹿之助は三日月を仰いで、「憂き事のなおこの上に積もれかし、限りある身の力試さん」と詠いましたが、私たちはそういう訓練を受けたわけです。 |

と語っている
- シベリア抑留について瀬島は「日本の軍人や民間人の帰国を規定したポツダム宣言（9条）違反であり、日ソ中立条約を破っての対日参戦とともに、スターリンの犯罪であった」と述べている。また、日独伊三国同盟の締結についても、「断じて実施すべきではなかった」と述懐している[41]。さらにシベリア抑留について6つの項目を上げて、他の連合国の戦後の日本に対するの扱いと全く違っていることを説明している。日ソ平和条約（日露平和条約）締結の場合、シベリア抑留についてのソ連（ロシア）からの陳謝が必要であり、それが平和条約の原点になると述べている[39]。
- 同台経済懇話会常任幹事野地二見には、「最期の最期まで国のために尽くせよ」と語った[32]。

## 人物評価
- 阿南陸相の義弟で軍事課の竹下正彦中佐（陸士42期）によれば、瀬島の案文は手を入れる必要がないほど完璧で、無修正のまま班長、課長、部長、参謀総長の判子が押されたほどで、竹下は「瀬島君は作戦課の若手課員だったが、我々は陰で瀬島参謀総長と自嘲気味に呼んでいました」と語っている[24]。瀬島は「私は起案する前に上司の意図がどこにあるかをじっくり考え、私情を入れずに起案していたので、結果的にフリーパスになっただけですよ」と答えている[24]。秦郁彦は、このような瀬島は同じ作戦課出身でも独断専行の横紙破りを重ねた辻政信（陸士36期首席）とは対照的としている[24]。
- 終戦直前、瀬島と4ヶ月間行動を共にした千早正隆海軍中佐は「本当に心を打ち明けられた陸軍関係者は瀬島中佐だけ」としているが、太平洋戦争における日本陸海軍の協力体勢についての瀬島の戦後証言には不満を述べている[42]。
- 日本海軍史研究家の戸髙一成は、「海軍では、瀬島龍三の名前を聞いただけで「あいつは嘘つきだから」と即座に反応するような人もかなりいました。「瀬島龍三の言うことは、俺は信用しない」と、直接言う人がいたのです」と書いている[43]。

## ソ連との関係

### 日本軍人をソ連へ労働力として提供説
ヨシフ・スターリンは8月16日のべリア文書で「日本・満州軍の軍事捕虜をソ連邦領土に運ぶことはしない」と命令していた。しかし、斎藤六郎（全国抑留者補償協議会会長）によると、「ソ連軍に対する瀬島参謀起案陳情書」には、日本の兵士が帰還するまでは「極力貴軍の経営に協力する如く御使い願いたいと思います」との申し出が記述されており方針が変更され、ソ連との停戦交渉時、瀬島も同行し日本側とソ連側との間で捕虜抑留についての密約が結ばれた。
瀬島は1996年の著書『幾山河』で「『密約説』を唱える人たちは、明確な根拠を示して欲しい」と述べている。また、瀬島は、停戦協定の際の極東ソ連軍総司令官アレクサンドル・ヴァシレフスキーと関東軍総参謀長秦彦三郎にはこのような密約を結ぶ権限がなかったと反論している。またロシア側資料からそのような密約を証明できる証拠はペレストロイカの情報開示後も全く発見されてはいない。
2002年、政治学者である田久保忠衛が、モスクワのロシア国立社会政治史文書館で「国家防衛委員会決議No.9898CC「日本人捕虜五十万人の受入、収容、労働利用に関する決議」（1945年8月23日付）を確認した。このスターリンが自ら署名した文書には、「労働のためにやって来る捕虜の受入、収容、労働利用の実施を行うよう次の人民委員に命ずる」と強制労働命令について明記されており、この文書によって極東ソ連軍の権限でなく、ソ連中央政府からの命令であったことが判明しており、密約説は否定された。この命令の背景にはスターリンの北海道北半分の占領要求をアメリカが拒否していたことあったとみられている。
野地二見によれば、密約説とは、「瀬島ら関東軍参謀が天皇を助ける為のバーターとして一般市民を売ったと強制労働収容所の被害者に思い込ませ洗脳させるソ連の工作であった」と述べている が、その根拠、証拠は示されていない。また、瀬島が著書『幾山河』の草稿を秦に依頼した際に、秦が瀬島に関する仮説に対する反論を注文したところ、瀬島は、「自身のための弁明はいさぎよしとしない」と抵抗したが、説き伏せ、シベリア抑留11年間の9つの収容所に滞在した期間の「抑留十一年の年譜」を作った。秦はこの年譜をたどれば、スパイ訓練所は存在しないと証明でき、瀬島回想録の刊行後は「悪意ある流言」は消えうせたと述べた。

### ソ連のスパイ
1954年の「ラストボロフ事件」の際、ソビエト連邦代表部二等書記官だったユーリー・ラストヴォロフが亡命先のアメリカのCIAでの証言において、瀬島を含む11人に「厳格にチェックされた共産主義者の軍人を教育した」「これらの人物は共産主義革命のため、モンゴルのウランバートルに存在した第7006俘虜所において特殊工作員として訓練された」と証言した（ほかには朝枝繁春、志位正二、種村佐孝、平沢道則などの名前が挙げられた）。
元警察官僚で内閣安全保障室長の佐々淳行も、瀬島が「伊藤忠の平社員時代からラストボロフ事件に関与しており、その後の中曽根政権時代の東芝機械ココム違反事件に至るまで関与していた」と証言している。なおこのラストヴォロフのCIAでの証言はアメリカやイギリスなど西側諸国でも報道され、日本でもこの事件以降、瀬島を「かくれ共産主義者で、ソ連工作員」とみなす論が松本清張 はじめ多数ある。
また「ワールド・インテリジェンス」誌の黒井文太郎は、コードネーム「クラスノフ」はKGB正式エージェントであるが「実名不記載。著名な財界人」として瀬島とは特定していないとしている。
また、ソ連の対日工作責任者であったイワン・コワレンコは「シベリア抑留中の瀬島龍三が日本人抑留者を前にして『天皇制打倒！日本共産党万歳！』と拳を突き上げながら絶叫していた」 と証言し、「瀬島氏はソ連のスパイではないのか」との問いには「それはトップシークレット」とのみ回答している。國民新聞社の山田惠久によれば、1979年10月にレフチェンコ事件に関する記事によれば、レフチェンコはコード名「クラスノフ」の瀬島龍三と直接コンタクトを取ったことはないとしながらも、ソ連の対日工作責任者であったイワン・コワレンコと瀬島が深い仲だと証言している。

## 各説

### 参謀としての機密情報取り扱い
保阪正康は、瀬島はしばしば自らを大物に見せるトリックを使い、たとえば山崎豊子の小説『不毛地帯』の主人公は実際には複数の人間を総合して造形したものであるのに、同作の影響によって瀬島だけがモデルであるとのイメージが世間に定着していったことを指摘している。
野地二見は「瀬島を批判する評論家たちは、参謀本部での作戦計画は開戦から終戦まで、まるで瀬島が全て計画し、それが敗戦に導いたかのように思ったりしている。これこそが瀬島認識の根本的誤解であり、とんでもない瀬島大参謀神話の元になっている。これは陸軍の統帥の中枢である参謀本部の伝統、組織、能力、そして作戦・計画作成の実態について、あまりにも無知と言わねばならない。」と批判し、作戦課での一少佐でしかない瀬島は自ら計画を作り決定する立場ではなかったし、記録役という班長補佐役の仕事を通じて各作戦計画について知ることができたに過ぎないと述べている。

### 瀬島機関
伊藤忠商事では、帝国陸軍の参謀本部の組織をモデルにした、直属の部下を率いていた。これは「瀬島機関」と呼ばれていた が、瀬島自身は、マスコミの造語であるとしている。

### 昭和天皇との関係
田中清玄は入江相政侍従長から直接聞いた話として、「先の大戦において私の命令だというので、戦線の第一線に立って戦った将兵達を咎めるわけにはいかない。しかし許しがたいのは、この戦争を計画し、開戦を促し、全部に渡ってそれを行い、なおかつ敗戦の後も引き続き日本の国家権力の有力な立場にあって、指導的役割を果たし戦争責任の回避を行っている者である。瀬島のような者がそれだ」 という昭和天皇の発言を自著に記している。
一方、1979年、昭和天皇の孫・東久邇優子（東久邇宮稔彦王第一王子盛厚王と昭和天皇長女東久邇成子の子）と伊藤忠商事社員との結婚式で、瀬島龍三夫妻が媒酌人として執り行われることとなった。それを受けて、スリランカ民主社会主義共和国大統領が来日しその歓迎晩餐会が宮中において催された際、宮殿の別室に於いて同じく招待を受けた瀬島龍三夫妻は昭和天皇に拝謁した。その席で「瀬島は戦前戦後と大変御苦労であった。これからも体に気をつけて国家、社会のために尽くすように。それから、今度世話になる東久邇の優子は私の孫である。小さいときに母（東久邇成子）と死に別れ、大変かわいそうな孫である。自分はこういう立場にいるので十分な面倒が見られず、長く心に懸かっていた。このたび立派に結婚することができ、自分も良子も大変喜んでいる。どうか宜しくお願い申し上げたい」という言葉を発し、瀬島夫妻に孫娘の結婚に際する御礼を述べられたと瀬島は自著で主張しているが、実際にこの様な言葉があったのかは不明である。

## 著書

### 単著
- 『幾山河 瀬島龍三回想録』産経新聞ニュースサービス、1995年。ISBN 4-594-01809-2。
  - 『幾山河 瀬島龍三回想録』（普及版）産経新聞ニュースサービス、1996年7月1日。ISBN 4-594-02041-0。
- 『祖国再生 : わが日本への提案』 PHP研究所、1997年、ISBN 4-569-55534-9。
- 『大東亜戦争の実相』　PHP研究所〈PHP文庫〉、2000年、ISBN 4-569-57427-0。

### 共著
- 「大本営陸軍部　大東亜戦争開戦経緯[24]」全5巻、昭和48年〜昭和49年。防衛庁防衛研究所。
- 『戦略なき国家に明日はない : 戦後50年の日本の検証と今後の行方を示唆』　加藤寛共著、日本政経文化社、1995年、ISBN 4-89041-264-6。
- 『91歳の人生論 : 「本分」を極める生き方とは?』　日野原重明共著、扶桑社、2003年、ISBN 4-594-04200-7。
- 『瀬島龍三 日本の証言 : 新・平成日本のよふけスペシャル』番組スタッフ編、フジテレビ出版、2003年、ISBN 4-594-03880-8。

## 関連作品
- 瀬島は東映の岡田茂に頼んで「昭和天皇」の映画を製作しようとしたことがある。これは当時、東映が『二百三高地』や『大日本帝国』『海ゆかば』といった戦争大作を次々製作していたため、その仕上げとしての意味で、笠原和夫の力を入れた脚本は書き上がっていた。しかし宮内庁の反対を受けて頓挫したという[53][54]。瀬島は岡田からの要請で『二百三高地』の監修を行なっている[55]。
- 山崎豊子の小説『不毛地帯』の主人公・壱岐正中佐、『沈まぬ太陽』の登場人物・龍崎一清のモデルであるともいわれ、『二つの祖国』では実名の記述が見られる。
- 韓国のドラマ『第五共和国』には瀬島をモデルとした人物が登場する。
- コミックス「ゴルゴ13」（作：さいとう・たかを、出版：小学館）単行本 第103巻収録「第323話 モスクワの記憶」 - 瀬島龍三をモデルに創作された元関東軍副参謀長・政財界フィクサー「二階堂洋介」が登場する。